# Wladimir Engelsowitsch Legotin
Wladimir Engelsowitsch Legotin (russisch Владимир Энгельсович Леготин; * 25. April 1970 in Syktywkar) ist ein ehemaliger russischer Skilangläufer.

## Werdegang
Legotin hatte seinen ersten internationalen Erfolg bei den Nordischen Junioren-Skiweltmeisterschaften 1990 in Les Saisies. Dort gewann er die Silbermedaille mit der Staffel. Sein erstes von insgesamt 65 Weltcupeinzelrennen lief er im Dezember 1992 in Ramsau am Dachstein, das er auf dem 75. Platz über 10 km Freistil beendete. Im Januar 1993 holte er in Kawgolowo mit dem 16. Platz über 30 km klassisch seine ersten Weltcuppunkte. Bei den Weltmeisterschaften 1993 in Falun errang er den 33. Platz über 10 km klassisch und den 23. Platz im anschließenden Verfolgungsrennen. Im folgenden Jahr kam er bei den Olympischen Winterspielen in Lillehammer auf den 18. Platz über 10 km klassisch und auf den 17. Rang in der Verfolgung. Seine besten Platzierungen bei den Weltmeisterschaften im März 1995 in Thunder Bay waren der zehnte Platz in der Verfolgung und der sechste Rang mit der Staffel. In der Saison 1995/96 kam er sechsmal in die Punkteränge und errang mit dem 34. Platz im Gesamtweltcup seine beste Gesamtplatzierung. Dabei erreichte er in Brusson mit dem neunten Platz über 15 km Freistil seine beste Einzelplatzierung im Weltcup. Diese Platzierung wiederholte er im Dezember 1998 in Davos über 30 km klassisch. In der Saison 1997/98 siegte er in Santa Caterina Valfurva mit der Staffel und belegte in Lahti den dritten Platz mit der Staffel. Seine besten Resultate bei den Olympischen Winterspielen 1998 in Nagano waren der neunte Platz über 30 km klassisch und der fünfte Rang mit der Staffel. Sein letztes Weltcuprennen absolvierte er im Februar 2003 in Asiago, das er auf dem 41. Platz über 10 km klassisch beendete. Bei den Weltmeisterschaften 2003 im Fleimstal lief er auf den 31. Platz über 50 km Freistil und auf den 26. Rang über 15 km klassisch.

## Teilnahmen an Weltmeisterschaften und Olympischen Winterspielen

### Olympische Spiele
- 1994 Lillehammer: 17. Platz 15 km Verfolgung, 18. Platz 10 km klassisch
- 1998 Nagano: 5. Platz Staffel, 9. Platz 30 km klassisch, 39. Platz 15 km Verfolgung, 62. Platz 10 km klassisch

### Nordische Skiweltmeisterschaften
- 1993 Falun: 23. Platz 15 km Verfolgung, 33. Platz 10 km klassisch
- 1995 Thunder Bay: 6. Platz Staffel, 10. Platz 15 km Verfolgung, 19. Platz 30 km klassisch, 22. Platz 10 km klassisch
- 2003 Val di Fiemme: 26. Platz 15 km klassisch, 31. Platz 50 km Freistil

## Platzierungen im Weltcup

### Weltcup-Statistik
Die Tabelle zeigt die erreichten Platzierungen im Einzelnen.
- 1.–3. Platz: Anzahl der Podiumsplatzierungen
- Top 10: Anzahl der Platzierungen unter den ersten zehn
- Punkteränge: Anzahl der Platzierungen innerhalb der Punkteränge
- Starts: Anzahl gelaufener Rennen in der jeweiligen Disziplin
- Hinweis: Bei den Distanzrennen erfolgt die Einordnung gemäß FIS.

| Platzierung         | Distanzrennen a | Distanzrennen a | Distanzrennen a | Distanzrennen a | Distanzrennen a | Skiathlon Verfolgung | Sprint | Etappen- rennen b | Gesamt | Team c | Team c  |
| Platzierung         | ≤ 5 km          | ≤ 10 km         | ≤ 15 km         | ≤ 30 km         | > 30 km         | Skiathlon Verfolgung | Sprint | Etappen- rennen b | Gesamt | Sprint | Staffel |
| ------------------- | --------------- | --------------- | --------------- | --------------- | --------------- | -------------------- | ------ | ----------------- | ------ | ------ | ------- |
| 1. Platz            |                 |                 |                 |                 |                 |                      |        |                   |        |        | 1       |
| 2. Platz            |                 |                 |                 |                 |                 |                      |        |                   |        |        |         |
| 3. Platz            |                 |                 |                 |                 |                 |                      |        |                   |        |        | 1       |
| Top 10              |                 |                 | 1               | 1               |                 | 1                    |        |                   | 3      |        | 20      |
| Punkteränge         |                 | 6               | 6               | 9               | 3               | 6                    |        |                   | 30     |        | 21      |
| Starts              |                 | 20              | 12              | 18              | 4               | 11                   |        |                   | 65     |        | 21      |
| Stand: Karriereende |                 |                 |                 |                 |                 |                      |        |                   |        |        |         |

### Weltcup-Gesamtplatzierungen
| Saison    | Platz | Punkte |
| --------- | ----- | ------ |
| 1992/93   | 46.   | 33     |
| 1993/94   | 45.   | 41     |
| 1994/95   | 43.   | 42     |
| 1995/96   | 34.   | 88     |
| 1996/97   | 72.   | 14     |
| 1997/98   | 42.   | 47     |
| 1998/99   | 54.   | 29     |
| 1999/2000 | 86.   | 18     |